# Nirmala Joshi
Nirmala Joshi, (Nepal, 23 de juliol de 1934 – Calcuta, 23 de juny de 2015), coneguda com la Germana Nirmala, va ser una monja catòlica que va succeir Teresa de Calcuta com a responsable de les Missioneres de la Caritat i va expandir el moviment a l'estranger, arribant a 134 països després d'obrir centres en indrets com Afganistan, Israel i Tailàndia.

## Biografia
Era la més petita de deu germans, i els seus pares li van posar el nom de Kusum. El seu pare va ser un agent de l'Exèrcit indi britànic fins a la independència de la nació el 1947. Amb un any, el seu pare va portar la família a l'Índia. Tot i que la família era Hindu, va ser educada per missioners cristians al Mont Carmel, Hazaribag. En aquell temps, va aprendre de la Mare Teresa i decidí fer aquest servei. Aviat es convertí al catolicisme i es va unir a les Missioneres de la Caritat, fundades per la Mare Teresa. Joshi va completar el grau en Ciències Polítiques i després es va treure un doctorat a la Universitat de Calcuta. Sigui una de les primeres germanes de l'institut en encapçalar una missió estrangera quan va anar a Panamà. El 1976, Joshi va començar la branca contemplativa branca de les Missioneres de la Caritat, que dirigí fins al 1997, quan va ser elegida per succeir la Mare Teresa com a superiora de l'institut.
El govern d'India li va lliurar el Padma Vibhushan, el segon premi civil més rellevant, el Dia de la República (26 gener) del 2009 pels seus serveis a la nació. Va ser superiora general fins al 25 de març del 2009, quan fou rellevada per l'alemanya Mary Prema Pierick.
Joshi morí per una malaltia cardiovascular. Molts dirigents indis van expressar el seu condol en mitjans de comunicació, incloent primer ministre Narendra Modi i el president bengalí Mamata Banerjee.